# Ingrid Muth
Ingrid Muth (*  1939) ist eine deutsche Journalistin und Autorin sowie ehemalige Diplomatin der DDR.

## Leben
Muth studierte Journalistik in Leipzig und Kulturwissenschaften in Berlin. Sie schloss die Studien als Diplom-Journalistin und Diplom-Kulturwissenschaftlerin ab. Von 1962 bis 1965 war sie als Redakteurin der Kreiszeitung in Ückermünde tätig. Von 1965 bis 1972 war Muth Referentin im Presseamt beim Vorsitzenden des Ministerrates in Berlin.
Ab 1972 war sie als Mitarbeiterin in der Hauptabteilung Presse im Ministerium für Auswärtige Angelegenheiten der DDR (MfAA) tätig. Zwischen 1976 und 1979 fungierte sie als Zweiter Sekretär an der Ständigen Vertretung der DDR in Bonn. Von 1982 bis 1990 war sie – im Range eines Botschaftsrates – stellvertretende Leiterin der Abteilung Auslandsinformation im MfAA. 
Von 1991 bis 1993 wirkte sie als wissenschaftliche Mitarbeiterin beim Osteuropa Beratungs- und Informationsdienst Berlin und von 1994 bis 1998 als wissenschaftliche Mitarbeiterin beim Verband für Internationale Politik und Völkerrecht e. V. (VIP) in Berlin.
Muth ist Verfasserin und Herausgeberin mehrerer Bücher zur Außenpolitik der DDR.

## Schriften (Auswahl)
- Die DDR-Außenpolitik 1949–1972. Inhalte, Strukturen, Mechanismen. Ch. Links Verlag, Berlin 2000, ISBN 3-8615-3224-7.
- zusammen mit Siegfried Bock und Hermann Schwiesau (Hrsg.): DDR-Außenpolitik im Rückspiegel. Diplomaten im Gespräch. LIT-Verlag, Münster 2004, ISBN 3-8258-7539-3.
- zusammen mit Siegfried Bock und Hermann Schwiesau (Hrsg.): Alternative deutsche Außenpolitik? DDR-Außenpolitik im Rückspiegel (II). LIT-Verlag, Berlin 2006, ISBN 3-8258-9278-6.
- Zwischen Anspruch und Realität. Beiträge zur Geschichte der Außenpolitik der DDR (= Schriftenreihe zur internationalen Politik des Verbandes für Internationale Politik und Völkerrecht, Heft 12). Berlin 2007.
- zusammen mit Siegfried Bock und Hermann Schwiesau (Hrsg.): DDR-Außenpolitik – Ein Überblick. Daten, Fakten, Personen (III). LIT-Verlag Dr. W. Hopf Berlin 2010, ISBN 978-3-643-10559-2.